# Neustadt an der Weinstrasse
Neustadt an der Weinstrasse, kreisfri stad i delstaten Rheinland-Pfalz i Tyskland.
Orten omtalas första gången 1235 och erhöll stadsrättigheter 1278.